# Геминальные дитиолы
Геминальные дитиолы (гем-дитиолы) — дитиолы, содержащие две SH-группы при одном атоме углерода, соединения формулы R1R2C(SH)2, где R1, R2 — алкильный радикал.
Подобно гем-диолам, термически нестабильны (хотя и устойчивее гем-диолов) и при нагревании отщепляют сероводород с образованием тиокарбонильных соединений.
Имеют крайне неприятный запах. Получают продувая ток сероводорода через метанольный раствор кетонов в присутствии основания (морфолин) в течение 5 часов.
Геминальный дитиол на основе циклопентанона — розовое масло (R1+R2=(CH2)4). На основе циклогексанона — бесцветен (R1+R2=(CH2)5).
Алкилированные гем-дитиолы — дитиоацетали благодаря кислотной природе CH-центра (pKa~31) из-за делокализации отрицательного заряда карбаниона с участием 3d-орбиталей соседних атомов серы нашли применение в органическом синтезе в реакциях с обращением полярности реакционного центра (Umpolung): в этом методе с образованием дитиоацеталей из карбонильных соединений карбонильный атом углерода (электрофильный центр) превращается в карбанион, обладающий нуклеофильными свойствами.